# Smenodoca erebenna
Smenodoca erebenna är en fjärilsart som beskrevs av Edward Meyrick 1904. Smenodoca erebenna ingår i släktet Smenodoca och familjen stävmalar. Inga underarter finns listade i Catalogue of Life.